# Classe Fusō
La classe Fusō fut la première classe de cuirassés de type Dreadnought de la Marine impériale japonaise.

Ces deux cuirassés de 1re classe ont été les premiers dreadnoughts de plus de 29 000 tonnes de déplacement à être construits au Japon.

Lors de leurs lancements ils surclassèrent tous les navires de guerre de la Royal Navy et de l'US Navy en matière de vitesse et de puissance de feu.

## Histoire
Après l'une des premières étapes de la mise en œuvre de la Flotte huit-huit (Hachihachi Kantai), stratégie militaire de Satô Tatsutarô contre les menaces potentielles de la Chine, de la Russie et des États-Unis, une seconde étape fut entreprise, après la sortie du HMS Dreadnought britannique en 1906, nécessitant la construction de navires de plus fort déplacement avec un armement principal en canons de plus de 12 pouces (300 mm).

## Conception

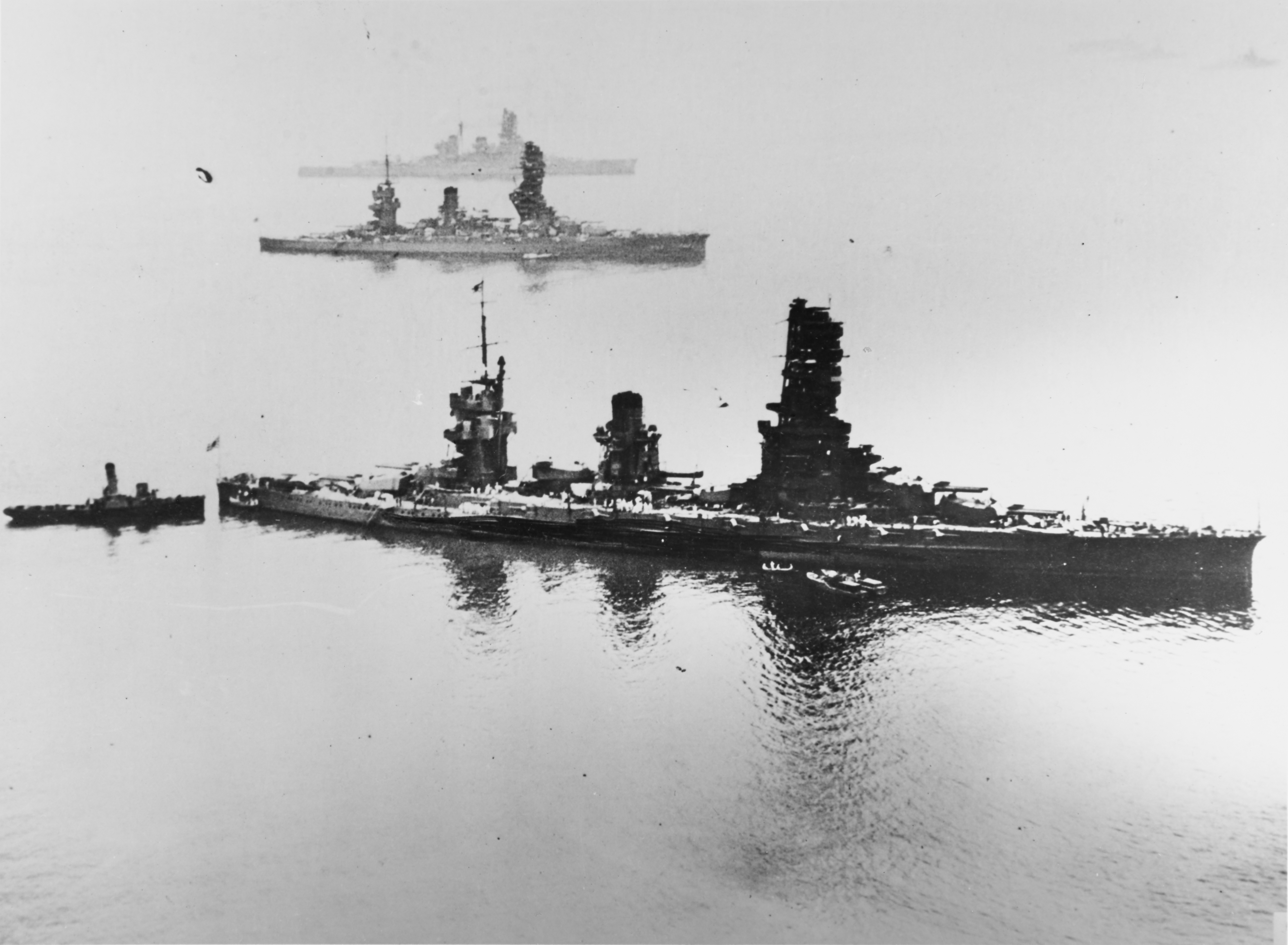
Le Yamashiro, derrière le Fusō et au fond le Haruna, classe Kongo, Baie de Tokyo après 1935

La conception s'est largement inspirée de l'architecte naval britannique George Thurston (en) comme sur les croiseurs de bataille de la classe Kongō. Dans un effort pour surpasser les modèles étrangers les concepteurs japonais décidèrent de doter l'artillerie principale de canons de 14 pouces (356 mm) avec une implantation de six tourelles doubles (deux à l'avant, deux à l'arrière et deux au centre) au lieu des quatre tourelles triples.

Avec une vitesse de pointe de 23 nœuds cette nouvelle conception japonaise était supérieure aux conceptions étrangères et compensait l'infériorité numérique par une qualité de la puissance de feu. La classe Fusō fut considérée, lors de son lancement, comme les premiers cuirassés modernes, surclassant la classe New York américaine par sa puissance de feu et sa vitesse.

## Description
Les navires avaient une longueur hors tout de 202,7 mètres (665 pieds). Ils avaient une largeur de 28,7 mètres (94 pieds 2 pouces) et un tirant d'eau de 8,7 mètres (28 pieds 7 pouces). Ils ont déplacé 29 326 tonnes métriques (28 863 tonnes longues) à charge standard . Leur équipage était composé de 1 198 officiers et hommes de troupe en 1915 et de 1 396 en 1935. Pendant la Seconde Guerre mondiale, l'équipage comptait probablement entre 1 800 et 1 900 hommes .

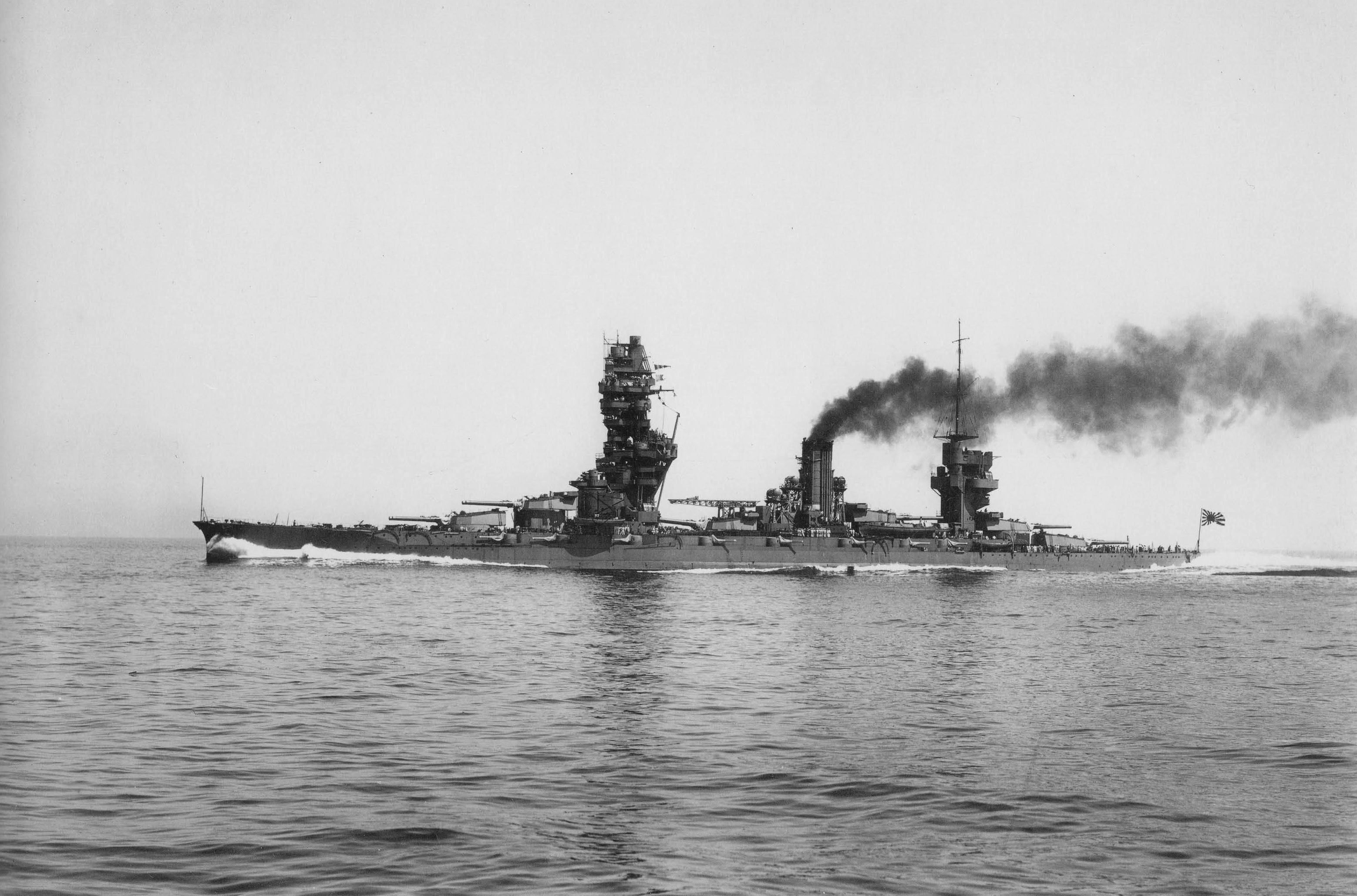
Le Fusō lors de ses tests à grande vitesse le 10 mai 1933 après sa reconstruction

Lors de la modernisation des navires dans les années 1930, leurs superstructures avant ont été agrandies avec de multiples plates-formes ajoutées à leurs mâts avant tripodes. Les superstructures arrières ont été reconstruites pour accueillir des supports pour canons anti-aériens (AA) de 127 millimètres (5 pouces) et des directeurs de conduite de tir supplémentaires. Les deux navires reçurent également au niveau de la coque externe des renflements anti-torpilles pour améliorer leur protection sous-marine et compenser le poids du blindage supplémentaire. De plus, leur poupe a été allongée de 7,62 mètres (25,0 pieds). Ces changements ont augmenté leur longueur totale à 212,75 m (698,0 pieds), leur largeur à 33,1 m (108 pieds 7 pouces) et leur tirant d'eau à 9,69 mètres (31 pieds 9 pouces). Le déplacement a augmenté de près de 4 000 tonnes longues (4 100 t) à 39 154 tonnes longues (39 782 t) à pleine charge.

### Blindage
À la construction, le blindage entrait pour 8 588 t, soit approximativement 29 % du déplacement total.
Le blindage de ceinture était épais de 305 à 229 millimètres (12 à 9 pouces); sa partie basse faisait 102 mm (4 in) d'épaisseur.

Le pont de protection atteignait 51 mm (2 pouces) et 32 mm (1,3 pouce) sur les parties inclinées sur les bords.
 Les tourelles étaient protégées avec un blindage de 279.4 mm (11.0 pouces) sur la face avant, 228.6 mm (9.0 pouces) sur les côtés, et 114.5 mm (4.51 pouces) pour le toit. Les barbettes des tourelles avaient 305 mm (12 pouces) d'épaisseur, tandis que les casemates des pièces secondaires de 152 mm étaient protégées par des plaques de 152 mm (6 pouces). 
Les côtés de la tour de commandement avaient eux 351 millimètres (13.8 pouces) d'épaisseur.

La protection sous-marine était constituée de 3 cloisons longitudinales sur les deux côtés, dont la plus à l'intérieur faisait 37 mm d'épaisseur.
En complément, le navire contenait 737 compartiments étanches (574 sous le pont blindé, 163 au-dessus) pour préserver la flottabilité en cas de dommages au combat.
Durant leurs reconstructions, le blindage des cuirassés fut augmenté.

Le blindage du pont passa à un maximum de 114 mm (4.5 pouces), et la cloison longitudinale centrale fut épaissie à 76 mm (3.0 pouces) en acier haute résistance. Enfin des contre carènes furent apposées le long de la coque pour améliorer la protection sous-marine. Cela entraina un poids total de blindage de 12 395 t, soit approximativement 31 % du déplacement total.

Malgré ces améliorations, le blindage restait encore incapable de résister à des projectiles de 356 mm (14 pouces).

### Propulsion
Les navires de la classe Fusō disposaient de deux ensembles de turbines à vapeur à entraînement direct Brown-Curtis, dont chacune entraînait deux arbres d'hélice. Les turbines moyenne pression entraînaient les arbres extérieures tandis que les turbines haute et basse pression entraînaient les arbres intérieurs. Les turbines ont été conçues pour produire un total de 40 000 chevaux-vapeur (30 000 kW), en utilisant la vapeur fournie par 24 chaudières à tubes d'eau de type Miyahara, dont chacune consommait un mélange de charbon et de pétrole. Les navires avaient une capacité de stockage de 4 000 tonnes longues (4 100 t) de charbon et 1 000 tonnes longues (1 000 t) de fioul, leur donnant une autonomie de 8 000 milles marins (15 000 km ; 9 200 mi) à une vitesse de 14 nœuds (26 km/h ; 16 mph). Les deux navires ont dépassé leur vitesse nominale de 22,5 nœuds (41,7 km/h ; 25,9 mph) lors de leurs essais en mer ; Fusō a atteint 23 nœuds (43 km/h ; 26 mph) à partir de 46 500 shp (34 700 kW) et Yamashiro l'a dépassé avec 23,3 nœuds (43,2 km/h ; 26,8 mph) à partir de 47 730 shp (35 590 kW) .
Au cours de leur modernisation dans les années 1930, les chaudières Miyahara de chaque navire ont été remplacées par six nouvelles chaudières au fioul Kanpon, installées dans l'ancienne chaufferie arrière, et la cheminée avant a été retirée. Les turbines Brown-Curtis ont été remplacées par quatre turbines Kanpon à engrenages d'une puissance nominale de 75 000 shp (56 000 kW) . Lors de ses essais, Fusō a atteint une vitesse de pointe de 24,7 nœuds (45,7 km/h ; 28,4 mph) à partir de 76 889 shp (57 336 kW)[réf. nécessaire]. Le stockage de carburant des navires a été augmenté à un total de 5 100 tonnes longues (5 200 t) de fioul, ce qui leur a donné une autonomie de 11 800 milles marins (21 900 km ; 13 600 mi) à une vitesse de 16 nœuds (30 km/h ; 18 mph) .

### Armements

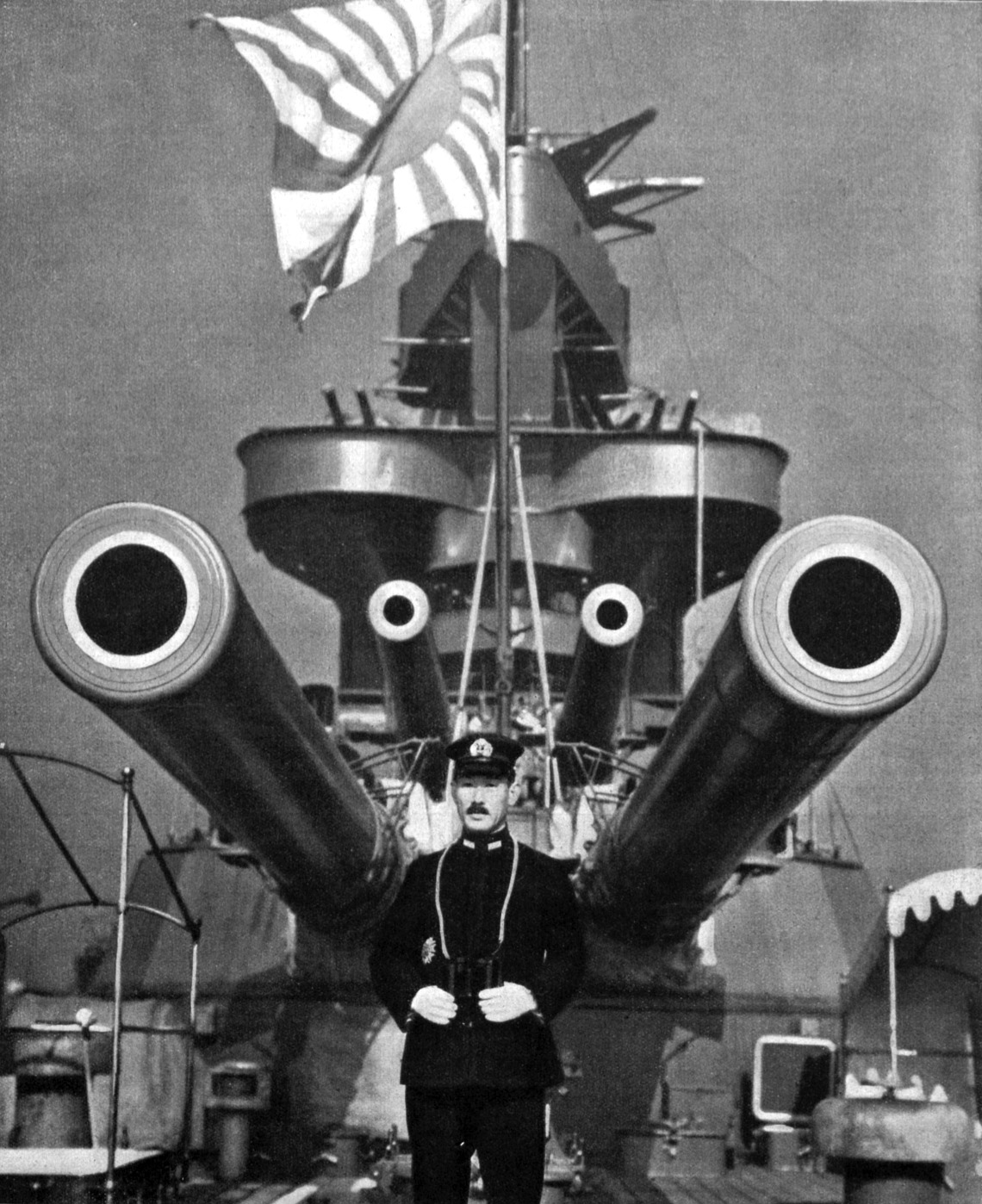
Vu des deux tourelles doubles de 356 mm arrières du Yamashiro

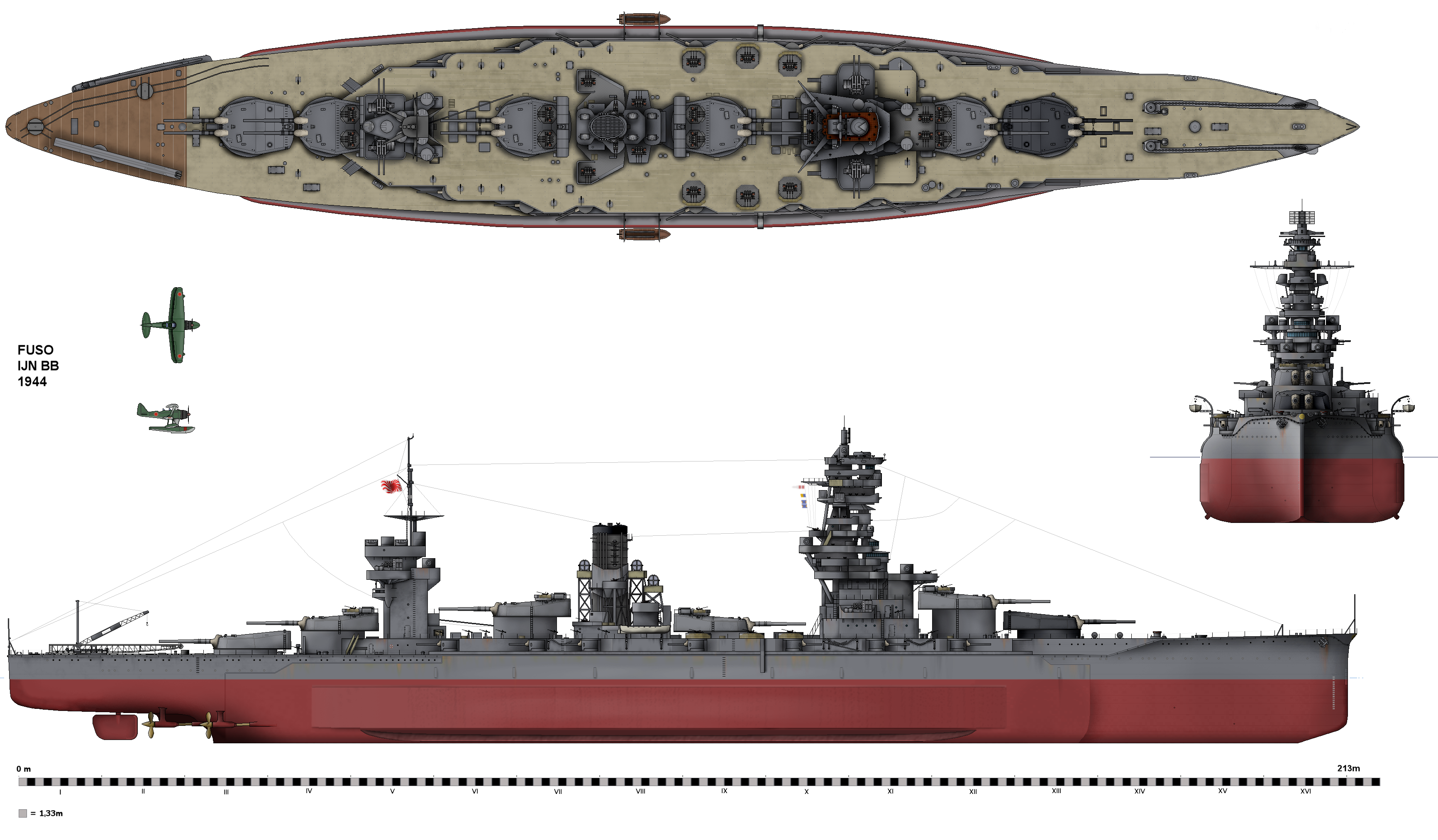
Le Fusō en 1944

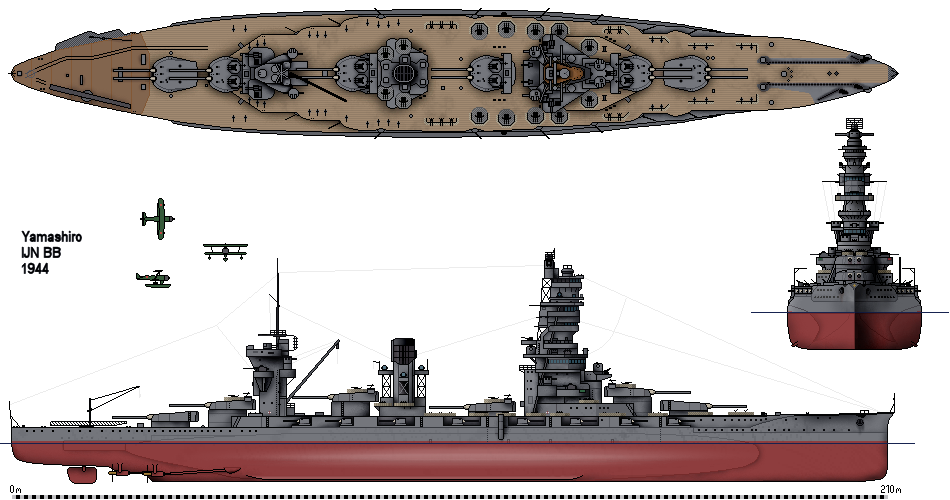
Le Yamashiro en 1944

L'artillerie principale était constituée de douze canons de 356 mm (14 pouces), en six tourelles doubles. Celles-ci étaient positionnées de manière symétrique avec deux tourelles superposées sur l'avant et l'arrière, et les deux dernières de chaque côté de la cheminée.

L'artillerie secondaire était constituée de seize canons de 152 mm (6 s), en casemate, huit sur chaque côté du navire.
Ces pièces furent maintenues au cours des refontes.

En plus des canons cités précédemment, on trouvait à la construction 4 affûts simple de canons de 76 mm, mais aussi 6 tubes lance-torpilles sous-marins de 533 mm positionnées dans la coque, trois sur chaque bord.

Après refonte, les tubes lance-torpilles sous-marins furent supprimées. Les pièces de 76 mm furent débarquées et remplacées par huit pièces de 127 mm (5 pouces) antiaériennes en quatre affuts doubles, deux sur chaque bord.

On notera une différence entre les deux navires au niveau de la troisième tourelle de 356 mm, qui n'est pas positionnée au repos de la même manière sur les deux navires. Si le Yamashiro garde la disposition existante à la construction, le Fuso voit sa tourelle no 3 positionné en inverse, les canons tournés dorénavant vers l'avant du navire (voir les deux dessins des navires en 1944).

À la fin des travaux en 1933, le Fusō fut équipé avec quatre affuts quadruple de mitrailleuses de 13.2 mm (0.52 pouce), alors que le Yamashiro fut équipé avec huit affuts doubles de canons antiaériens de 25 mm Type 96 (0.98 pouce). Cette même configuration fut ensuite adoptée pour le Fuso.

En 1943, seize affuts simples et deux doubles furent ajoutés pour un total de 36.
 
En aout 1944, les deux navires furent dotés de vingt-trois affuts simples supplémentaires, six doubles et huit triples, pour un total de 95 canons anti-aériens de 25 mm pour leur dernière configuration.

À noter qu'en 1944, ne subsistait que quatorze pièces de 152 mm en tout, une pièce en casemate, la plus en avant, fut en effet supprimée sur chaque bord.

## Service
Malgré un plan de modernisation dans les années 1930, les deux cuirassés furent considérés comme obsolètes lors de l'entrée de la Seconde Guerre mondiale. Ils servirent alors comme navires de formation et de transport.

À la suite de la perte d'une grande partie des porte-avions de la flotte japonaise en 1943, ils devaient subir une refonte pour être reconverti en une sorte de cuirassé-transporteur hybride. Mais ce plan fut annulé.
Fusō :

Mis en service le 28 mars 1914, le Fusō joua un rôle mineur durant la Première Guerre mondiale. Il rejoignit la 1re division de cuirassés de la 1er flotte et effectua principalement des patrouilles sur les voies maritimes en mer de Chine orientale et en mer Jaune dans le cadre de l'effort de guerre de l'alliance anglo-japonaise. Il fut mis en réserve en décembre 1918.

Il participa aux opérations de secours du tremblement de terre de Kantō en 1923, puis il subit deux modernisations entre 1930 et 1932 puis en 1941.

Il fut engagé dans la bataille de Midway en 1942 puis retourna au Japon.

Il fut détruit le 25 octobre 1944 par torpillage d'un destroyer américain.
Yamashiro : 

Lancé le 13 novembre 1915, le Yamashiro opéra en mer de Chine orientale avant d'être mis en réserve à la fin de la première guerre mondiale.

Il subit une longue refonte entre 1930 et 1935.

Il fit partie de la flotte de soutien durant l'attaque de Pearl Harbor en décembre 1941. Après sa participation à la bataille de Midway il est placé en réserve en devenant navire-école jusqu'en juillet 1944.

Durant la bataille du golfe de Leyte le 25 octobre 1944, il est bombardé par les cuirassés et croiseurs américains et torpillé par les destroyers américains et finalement coulé.

## Les unités de la classe
| Nom       | Quille           | Lancement       | Armement         | Chantier naval               | Fin de carrière                                | Photo |
| --------- | ---------------- | --------------- | ---------------- | ---------------------------- | ---------------------------------------------- | ----- |
| Fusō      | 11 mars 1912     | 28 mars 1914    | 18 novembre 1915 | Arsenal naval Yokosuka Japon | coulé le 25 octobre 1944 radié le 31 août 1945 |       |
| Yamashiro | 20 novembre 1913 | 3 novembre 1915 | 31 mars 1917     | Arsenal naval Yokosuka Japon | coulé le 25 octobre 1944 radié le 31 août 1945 |       |